# ラン・フォー・カヴァー
『ラン・フォー・カヴァー』（Run for Cover）は、北アイルランドのギタリスト、ゲイリー・ムーアが1985年に発表した7作目のスタジオ・アルバム。ヴァージン・レコード傘下の10レコードからリリースされた。多数のミュージシャンがレコーディングに参加し、リード・ボーカルはムーア自身、元トラピーズ〜ディープ・パープルのグレン・ヒューズ、それにシン・リジィ時代の盟友であるフィル・ライノットの3人が担当した。

## 背景
グレン・ヒューズは本作収録曲のうち4曲でリード・ボーカルを担当するが、過度の飲酒や不摂生な生活が原因でムーアのバンドを解雇される。なお、ムーアとヒューズの人間関係は1999年に修復するが、レコーディングにおける共演は本作限りとなった。
「ミリタリー・マン」はフィル・ライノットがグランド・スラム時代に作った曲で、グランド・スラムによるスタジオ録音も残されているが、2002年まで未発表となっていた。また、「アウト・イン・ザ・フィールズ」ではライノットとムーアがリード・ボーカルを担当した。ライノットは本作リリースに伴うイギリス・ツアーで一部の公演にゲスト参加しており、10月の日本公演に帯同する予定もあったが、ライノットの体調不良により実現しなかった。
「エンプティ・ルーム」は、前スタジオ・アルバム『ヴィクティムズ・オブ・ザ・フューチャー』（1984年）からのシングル・ヒット曲を再録音したもので、7分半のロング・ヴァージョンを収録した12インチ・シングルもリリースされている。

## リリース
LPは9曲入りでリリースされたが、同時期に発売されたCDは「アウト・オブ・マイ・システム」が追加されて10曲入りとなった。また、2002年のリマスターCDではボーナス・トラックが3曲追加された。

## 反響・評価
本作のリリースに先行して、ゲイリー・ムーア&フィル・ライノット名義のシングル「アウト・イン・ザ・フィールズ」が全英シングルチャートで5位という大ヒットを記録し、続く「エンプティ・ルーム」は全英23位に達した。そして9月に本作が発表されると、全英アルバムチャートでは8週チャート圏内に入り、最高12位を記録して、自身2度目のトップ20入りを果たした。
スウェーデンのアルバム・チャートでは2週連続で6位を記録し、同チャートで自身初のトップ10入りを果たした。また、ノルウェーでは自身初のアルバム・チャート入りを果たし、4週連続でトップ10入りしている。日本のオリコンLPチャートでは20位に達し、自身3度目のトップ20入りを果たす。
Eduardo Rivadaviaはオールミュージックにおいて5点満点中4点を付け「『ラン・フォー・カヴァー』はゲイリー・ムーアの前2作のヘヴィメタル的な要素を保持し、そこに洗練されたポップ色を少々持ち込んだ。有難いことに、それによってアルバム全体のヘヴィネスが損なわれることはなく、ムーアは更に、名バラード"Empty Rooms"の良質なリメイクまで残している」と評した。

## 収録曲
特記なき楽曲はゲイリー・ムーア作。

### LP

#### Side A
1. ラン・フォー・カヴァー - "Run for Cover"
2. リーチ・フォー・ザ・スカイ - "Reach for the Sky"
3. ミリタリー・マン - "Military Man" (Phil Lynott)
4. エンプティ・ルーム - "Empty Rooms" (Gary Moore, Neil Carter)

#### Side B
1. アウト・イン・ザ・フィールズ - "Out in the Fields"
2. ナッシング・トゥ・ルーズ - "Nothing to Lose"
3. ワンス・イン・ア・ライフタイム - "Once in a Lifetime"
4. オール・メスド・アップ - "All Messed Up" (G. Moore, N. Carter)
5. リッスン・トゥ・ユア・ハートビート - "Listen to Your Heartbeat"

### CD
1. ラン・フォー・カヴァー - "Run for Cover" - 4:13
2. リーチ・フォー・ザ・スカイ - "Reach for the Sky" - 4:43
3. ミリタリー・マン - "Military Man" (P. Lynott) - 5:39
4. エンプティ・ルーム - "Empty Rooms" (G. Moore, N. Carter) - 4:17
5. アウト・オブ・マイ・システム - "Out of My System" - 4:06
6. アウト・イン・ザ・フィールズ - "Out in the Fields" - 4:17
7. ナッシング・トゥ・ルーズ - "Nothing to Lose" - 4:41
8. ワンス・イン・ア・ライフタイム - "Once in a Lifetime" - 4:18
9. オール・メスド・アップ - "All Messed Up" (G. Moore, N. Carter) - 4:52
10. リッスン・トゥ・ユア・ハートビート - "Listen to Your Heartbeat" - 4:32

### リマスターCDボーナス・トラック
1. スティル・イン・ラヴ・ウィズ・ユー - "Still in Love with You" (P. Lynott) - 5:57
2. ストップ・メッシン・アラウンド（ライヴ） - "Stop Messin' Around (Live)" (Peter Green, Adams) - 4:07
3. マーダー・イン・ザ・スカイズ（ライヴ） - "Murder in the Skies (Live)" (G. Moore, N. Carter) - 5:23

## 参加ミュージシャン
トラック・ナンバーは上記「CD」に対応。
- ゲイリー・ムーア - ギター(all)、リード・ボーカル(on #1, #4, #6, #8, #10)、バッキング・ボーカル(on #2, #3, #5, #7, #9)
- グレン・ヒューズ - リード・ボーカル(on #2, #5, #7, #9)、ベース(on #1, #2, #5, #7, #9)
- フィル・ライノット - リード・ボーカル(on #3, #6)、バッキング・ボーカル(on #7)、ベース(on #3, #6)
- アンディ・リチャーズ - キーボード(on #1, #2, #3, #4, #5, #6, #8, #10)
- ドン・エイリー - キーボード(on #3, #6)
- ニール・カーター - キーボード(on #5, #7, #8, #10)、バッキング・ボーカル(on #1, #4, #7, #8, #10)
- ボブ・デイズリー - ベース(on #8)
- ゲイリー・ファーガソン - ドラムス(on #1, #8, #9, #10)
- チャーリー・モーガン - ドラムス(on #3, #6)、シモンズ・ドラムス(on #2, #3)
- ジェイムス・"ジンボ"・バートン - サンプル・ドラムス(on #4)
- ポール・トンプソン - ドラムス(on #5, #7)